# Empire Mersey (schip, 1920)
De SS Empire Mersey was een Brits stoomvrachtschip van 5.791 ton, dat in de Tweede Wereldoorlog door een Duitse onderzeeboot tot zinken is gebracht.

## Geschiedenis
Ze werd in 1920 gebouwd op de scheepswerf van  R. Duncan & Ltd, Glasgow Haven, Schotland, als de British Ramon de Larrinaga voor de rederij Larrinaga & Co Ltd, Liverpool. Op 8 februari 1941 begon het schip ergens te lekken en werd nabij Lewes, Delaware op het strand gezet bij hoogtij. Twee dagen later kapseisde het schip en zonk. Zij werd terug vlot gebracht, hersteld en herdoopt als SS Empire Mersey door het Britse ministerie van Oorlogstransport (Ministry of War Transport).

## De laatste reis
Ze had een bijzondere lading van 8.400 ton aan goederen en materieel, van en voor de ministeries als vracht. Ze vertrok met konvooi SC-104 vanuit New York, op 3 oktober 1942, naar Manchester over de Noord-Atlantische Oceaan. Haar bemanning bestond uit 55 man.
Om 04.29 u op 14 oktober 1942 schoot de U-618 van Kurt Baberg een spreidschot af van vier torpedo's naar konvooi SC-104, die ten zuidzuidoosten van Kaap Vaarwel doorstoomde. De bemanning van de U-618 bemerkten dat er drie torpedo's op een bepaald schip insloegen. De explosies waren net te horen boven het gure weer dat op dat ogenblik heerste. Het was zeer vermoedelijk dat alle drie de torpedo's de SS Empire Mersey van kapitein Felix de Bastarrechea fataal raakten aan haar bakboordzijde, en dat het schip daarna met bakboordslagzij, zonk in positie 54° N, en 40°15’W.  De kapitein, 13 bemanningsleden en twee artilleristen kwamen tijdens die aanval en in het gure weer om. 37 bemanningsleden en twee artilleristen werden door het Britse reddingsschip Gothland, met kapitein James Murray als bevelhebber, opgepikt die hen naar Gourock, Schotland brachten op 21 oktober.

## Joe Wharton
De derde officier, Joseph (Joe) Dennis Wharton, was bij de 39 overlevenden. Wharton schreef zijn wedervaren, enkele jaren later, over deze gebeurtenis. Hij diende nog verder op de SS Clan Stuart en SS Empire Belgrave. Op het einde had hij genoeg van het "zinken" en ging hij naar de Royal Navy over, waar hij in de Indische Oceaan reddingstaken uitvoerde tot op het eind van de Tweede Wereldoorlog. Zijn zoon Wally Wharton publiceerde het verhaal in 2006.